# Jelačići (plemstvo)
Jelačići su stara hrvatska plemićka obitelj čiji su pojedini članovi imali značajnu ulogu u odvijanju presudnih političkih i vojnih događaja u hrvatskoj povijesti. Nosili su plemićki naslov Jelačići od Bužima ili Jelačići Bužimski, prema naselju koje je na području Gospića.

## Obiteljska povijest
Prvi trag o Jelačićima nalazi se u 14. stoljeću, i to na području današnjeg središnjeg dijela teritorija Bosne i Hercegovine. U 16. stoljeću ime Jelačić javlja se na području oko rijeka Une i Kupe. Godine 1550. u Topuskom se spominje Mihajlo Jelačić, a 1551. Marko Jelačić. Markova djeca Ivan, Juraj, Nikola, Petar, Gabrijel i Ana, zbog svojih zasluga u borbi s Turcima, dobivaju 1579. plemićki naslov i grb.
S nadiranjem Turaka Jelačići se povlače iz Pounja na područje Turopolja, Hrvatskog zagorja i Like, neprestano sudjelujući u bitkama protiv agresivnog i nadmoćnog neprijatelja. Povijesni izvori bilježe, na primjer, da je Janko Jelačić poginuo 1566. godine u bitki kod Sigeta zajedno s Nikolom Šubićem Zrinskim.
U 17. stoljeću najistaknutiji član plemićke obitelji Jelačić je Stjepan (1630. – 1713.), koji je u svojoj dugoj karijeri vršio mnoge dužnosti, pa je među ostalim bio dožupan Zagrebačke županije, dozapovjednik Banske krajine i hrvatski podban. On je prvi počeo rabiti pridjevak „Bužimski“ uz svoje prezime.
Tijekom 18. stoljeća obitelj se sve više širi, razgranavši se u više loza, iznjedrivši niz vojnih časnika i drugih državnih dužnosnika. Iz jedne od loza proizašao je i Franjo Jelačić, sin Antuna i Bare rođ. Grošić, rođen u Petrinji 1746. godine, istaknuti ratnik, koji je stekao čin generala Habsburške carske vojske i naslov baruna (1797.). Jedan od njegovih sinova, Josip, rođen 1801. u Petrovaradinu u braku s Anom rođ. Portner, postao je 1848. god. hrvatski ban i svojim vojnim uspjesima stekao slavu jednog od najvećih vojskovođa u hrvatskoj povijesti. On je najzaslužniji što su Jelačići od cara i kralja Franje Josipa I. dobili 1854. godine titulu grofa.
Premda su kroz niz stoljeća pripadnici obitelji bili najpoznatiji kao vrsni ratnici i obavljali visoke i važne državne i vojne dužnosti, mnogi od njih bili su svećenici, pisci, dobrotvori i prosvjetitelji.

## Vanjske poveznice
- Rod Jelačića
- Jelačići – kratka povijest  Arhivirana inačica izvorne stranice od 4. prosinca 2009. (Wayback Machine)
- Povijesna uloga i značaj bana Josipa Jelačića, najpoznatijeg člana obitelji